# 599 a.C.

## Eventos
- Fundação de Camarina era uma vila na costa sul da Sicília, na foz do rio Híparis. Esta vila dói fundada por Siracusa.

## Nascimentos
- Mahavira foi o último dos vinte e quatro Tirthankaras do jainismo. É considerado o fundador deste sistema religioso.